# 列山島野鴨
（Anas laysanensis），又名雷仙島鴨、列山島野鴨或來散島鴨，是夏威夷群島特有的一種細小鑽水鴨。化石紀錄顯示牠們曾分佈在所有的群島上，但現只在三個獨立及細小的島上生存。

## 分類
莱岛鸭是由羅斯柴爾德（Lionel Walter Rothschild）於1892年以夏威夷的雷仙島命名。牠們在行為及遺傳上都是很獨特的物種。研究顯示牠們是由在南半球東亞洲的綠頭鴨祖先演化而來。

## 特徵
莱岛鸭呈深褐色，眼環白色。牠們的喙很短小及扁平，有黑色斑點，雄鴨的呈深綠色，雌鴨的則呈深橙色。一些雄鴨的頭部及頸部會有一些虹色，中央尾羽也稍微向上。雄鴨及雌鴨雙翼都有紫綠色。年老的鴨頭部及頸部羽毛會有變成白色。雙腳橙色，雄鴨的更亮。每年牠們都會全身換羽，且會因失去飛羽而不懂飛行，直至新的飛羽長出為止。野外的壽命可達12歲，飼養的則可達18歲。

## 行為
莱岛鸭適於行走，其骨盆構造很適合在陸上生活。牠們會沿淤泥灘把喙貼近地面，不斷張合來吃蒼蠅群。牠們也會鑽入淺湖和海岸中，並高地叢林中覓食無脊椎動物、藻類、葉子及種子。於日間，尤其是在繁殖季節，牠們多會躲在草叢及叢林間，以避免猛禽的掠食。牠們最活躍的時份是在晨暮間，但也會因食物的供應而作出調節。

## 繁殖
莱岛鸭會於冬天尋找伴侶，但要到春天才會築巢。雌鴨會在茂密的植物下築巢，巢呈碗形及以草和羽毛築成。牠們一般會於4月至8月間生蛋，在雷仙島的群族每次約會生4隻蛋，而被引入到中途島的群族則會生較多的蛋。雛鴨在孵化後的第二天就可以自行覓食，但需要雌鴨引導40-60天。

## 保育狀況

### 衰落
莱岛鸭的衰落大約於1000-1600年前，在波利尼西亞人及外來的哺乳類掠食者來到夏威夷群島開始。到了1860年，莱岛鸭差不多在所有的島上消失，很有可能是受入侵的大家鼠掠食所致。牠們原先是在沒有哺乳類掠食者的環境下演化的，故沒有任何抵禦的能力。縱然牠們懂得飛行，但也不能在島嶼間遷徙。
莱岛鸭於19世紀只能在沒有受大家鼠入侵的雷仙島找到庇蔭，分佈面積只有415公頃，是全球鴨類中最少的。雖然於1909年牠們因國家海洋保護區（Papahānaumokuākea Marine National Monument）的設立而受到保護，但是由於島內植物受到入侵的家兔所破壞，牠們數量於1912年減少到接近滅絕的邊緣，只餘下7隻成鴨及5隻雛鴨。

### 保育
隨著入侵的家兔於1923年在雷仙島消失，莱岛鸭重現生機，到了1950年代就增加到約有500隻。於1967年，牠們被列為保聯邦保護的瀕危物種。但自此牠們就到了瓶頸，例如於1993年厄爾尼諾現象引致的嚴重旱災及食物短缺，使牠們的數量減少到約只有100隻。繫放發現雛鴨的生存率只有30%。於2004年，牠們的數量回升到約576隻。
於2004年及2005年，莱岛鸭被引入到中途島，目的是要為牠們發展第二個野外群族。選擇中途島的原因是兩個地方很少會同時出現如旱災、颶風、海嘯等災難，可以大大減低莱岛鸭的滅絕風險。在中途島的群族增長得很快，於兩年內就差不多增加了超過一倍。於2007年，中途島就有約100隻莱岛鸭。研究發現牠們會於較早的年紀進行繁殖，且會產更多的蛋。

## 外部連結
- ARKive - 莱岛鸭的相片及映片
- BirdLife Species Factsheet[]